# Mein Freund, der Zombie
Mein Freund, der Zombie (OT: My Boyfriend′s Back) ist eine US-amerikanische Horrorkomödie von Bob Balaban aus dem Jahr 1993.

## Handlung
Johnny ist schon seit der Einschulung in seine Mitschülerin Missy verliebt. Er ist jedoch zu schüchtern, sie anzusprechen. Jahre später will Johnny endlich seine Chance suchen. Als er Missy jedoch zum Abschlussball einladen will, kommt ihm Buck zuvor. Johnny verfällt daraufhin auf einen waghalsigen Plan. Sein Freund Eddie soll einen Raubüberfall auf den Laden fingieren, in dem Missy arbeitet. Johnny würde sie als strahlender Held retten; hiervon verspricht er sich, endlich ihre Liebe zu gewinnen. Während er an der Kasse steht und auf Eddie wartet, überfällt ein echter Räuber den Laden, der Johnny tödlich verletzt. Im Sterben nimmt er Missy das Versprechen ab, zusammen mit ihm auf den Abschlussball zu gehen.
Johnny erwacht nach seiner Beerdigung als Zombie zu neuem Leben. Er kehrt zu seinen Eltern zurück, die überglücklich sind, ihren Sohn zurückzuhaben. Als Zombie benötigt er Menschenfleisch, um zu überleben, da er ansonsten verwest. Auf der Suche nach Hilfe lässt er sich von Dr. Bronson untersuchen. Dieser stellt fest, dass Johnnys Haut den Schlüssel zu ewigem Leben enthalten könnte. Johnny wird später in einen Kampf mit Big Chuck verwickelt, bei welchem dieser stirbt. Angesichts des Todes von Big Chuck versammelt sich ein wütender Mob, um Johnny zu lynchen. Um ihrem Sohn zu helfen, kidnappen seine Eltern ein Kind; seine Mutter wird gar zur Mörderin.
Als Zombie gelingt es derweil Johnny erstmals, Missy anzusprechen und mit ihr auszugehen. Missys Vater, der Sheriff der Stadt, stellt ihm jedoch ein Ultimatum zum Verlassen der Stadt. Dr. Bronson unterstützt Johnny bei seiner Flucht; es stellt sich jedoch heraus, dass er nur an Johnnys Haut interessiert ist. Zwar gelingt Johnny die Flucht, allerdings wird er vom Mob auf dem Friedhof gestellt. Es gelingt ihm die wütenden Menschen davon zu überzeugen, dass es sein einziger Wunsch ist, mit Missy auf den Abschlussball zu gehen. Dieser Wunsch wird ihm gewährt, und im Anschluss stirbt er erneut.
Johnny findet sich vor einem himmlischen Gerichtshof wieder, wo ihm ein zweites Leben geschenkt wird. Er kehrt auf die Erde der Vergangenheit zurück, wo er diesmal den Raubüberfall überlebt. Am Ende werden Johnny und Missy ein Paar.

## Hintergrund
Der Schauspieler Matthew Fox war es das Filmdebüt, für Matthew McConaughey der zweite Film (er ist im Filmabspann für seine Minirolle namens Guy #2 erwähnt). Der spätere Oscar-Gewinner Philip Seymour Hoffman ist in einer Nebenrolle zu sehen. Es wurde auch eine Szene mit der damals völlig unbekannten Renée Zellweger aufgenommen, die jedoch nicht verwendet wurde. Mit knapp über 3 Millionen US-Dollar aus der US-amerikanischen Kinoauswertung war der Film für Touchstone Pictures ein kommerzieller Misserfolg. Für Hauptdarsteller Andrew Lowery, der zuvor hauptsächlich in Fernsehproduktionen zu sehen war, sollte es die einzige Hauptrolle bleiben.
Der englische Filmtitel My Boyfriend’s Back nimmt Referenz auf den gleichnamigen Billboard-Nummer-eins-Hit der Girlgroup The Angels aus dem Jahr 1963.

## Kritiken
Der Filmdienst schreibt: „Makabre Gruselkomödie mit einigen hintersinnigen Seitenhieben auf die amerikanische Kleinstadt-Mentalität.“